# شمس الدين الذهبي
أبو عبد الله شمس الدّين مُحَمَّد بن أحمد بن عُثمان الذَّهَبِيّ (673 هـ - 748 هـ / 1274م - 1348م) هو مُحدِّث وإمام حافظ ومؤرِّخ مسلم. جمع بين ميزتين لم يجتمعا إلا للأفذاذ القلائل في تاريخنا، فهو يجمع إلى جانب الإحاطة الواسعة بالتاريخ الإسلامي حوادث ورجالاً، المعرفة الواسعة بقواعد الجرح والتعديل للرجال، فكان وحده مدرسة قائمة بذاتها. والإمام الذهبي من العلماء الذين دخلوا ميدان التاريخ من باب الحديث النبوي وعلومه، وظهر ذلك في عنايته الفائقة بالتراجم التي صارت أساس كثير من كتبه ومحور تفكيره التاريخي، وقيل سُمي الإمام الذهبي بالذهبي لأنه كان يزن الرجال كما يزن الجواهري الذهب.
سمع بدمشق، ومصر، وبعلبك، والإسكندرية. وسمع منه الجمع الكثير، وكان شديد الميل إلى رأي الحنابلة، وله تصانيف في الحديث، وأسماء الرجال؛ قرأ القرآن، وأقرأه بالروايات، وقد بلغت مؤلفاته التاريخية وحدها نحو مائتي كتابًا، بعضها مجلدات ضخمة.

## مولده ونشأته
ولد أبو عبد الله شمس الدين محمد بن أحمد بن عثمان بن قايماز الذهبي في كفر بطنا قرب مدينة دمشق في 3 ربيع الآخر 673 هـ الموافق لشهر أكتوبر 1274م. نشأ في أسرة كريمة تركية الأصل كانت تسكن دمشق، ثم سكنت مدينة ميافارقين من أشهر مدن ديار بكر، ويبدو أن جد أبيه قايماز قضى حياته فيها. يعمل والده في صناعة الذهب، فبرع فيه وتميز حتى عُرف بالذهبي، وكان رجلا صالحًا محبًا للعلم، فعني بتربية ولده وتنشئته على حب العلم. وكان كثير من أفراد عائلته لهم انشغال بالعلم، فشب الوليد يتنسم عبق العلم في كل ركن. عمّتُه ست الأهل بنت عثمان لها رواية في الحديث، وخاله علي بن سنجر، وزوج خالته من أهل الحديث.
وفي سن مبكرة انضم إلى حلقات تحفيظ القرآن الكريم حتى حفظه وأتقن تلاوته. ثم اتجهت عنايته لما بلغ مبلغ الشباب إلى تعلم القراءات وهو في الثامنة عشرة من عمره، فتتلمذ على شيوخ الإقراء في زمانهِ كالعسقلاني المتوفى سنة 692 هـ /1292م، والشيخ جمال الدين أبي إسحاق إبراهيم بن غال المتوفى سنة 708 هـ /1308م، وقرأ عليهما القرآن بالقراءات السبع، وقرأ على غيرهما من أهل هذا العلم حتى أتقن القراءات وأصولها ومسائلها. وبلغ من إتقانه لهذا الفن وهو في هذهِ السن المبكرة أن تنازل لهُ شيخه محمد عبد العزيز الدمياطي عن حلقتهِ في الجامع الأموي حين اشتد بهِ المرض.
في الوقت الذي كان يتلقى فيه القراءات مال الذهبي إلى سماع الحديث الذي ملك عليهِ نفسه، فاتجه إليه، واستغرق وقته، ولازم شيوخه، وبدأ رحلته الطويلة في طلبه.

## رحلاته في طلب العلم
كانت رحلاته الأولى داخل البلاد الشامية، فنزل بعلبك سنة 693 هـ/ 1293م، وروى عن شيوخها، ثم رحل إلى حلب وحماة وطرابلس والكرك ونابلس والرملة والقدس، ثم رحل إلى مصر سنة 695 هـ /1295م، وسمع من شيوخها الكبار، على رأسهم ابن دقيق العيد المتوفى سنة 702 هـ/ 1302م وبدر الدين ابن جماعة المتوفى سنة 733 هـ، وذهب إلى الإسكندرية فسمع من شيوخها، وقرأ على بعض قرائها المتقنين القرآن بروايتي ورش وحفص، ثم عاد إلى دمشق.
وفي سنة 698 هـ/ 1298م رحل الإمام الذهبي إلى الحجاز لأداء فريضة الحج، وكان يرافقه في هذه الرحلة جمع من شيوخه وأقرانه، وانتهز فرصة وجوده هناك فسمع الحديث من شيوخ مكة والمدينة.
رغم أن تركيز الإمام الذهبي الرئيس انصبّ على الحديث، فقد درس النحو والعربية على الشيخ ابن أبي العلاء النصيبي، وبهاء الدين بن النحاس إمام أهل الأدب في مصر، واهتم كذلك بدراسة المغازي والسير والتراجم والتاريخ العام.
في الوقت نفسه اتصل بثلاثة من شيوخ العصر وترافق معهم، وهم:
- شيخ الإسلام ابن تيمية (661 هـ - 728 هـ).
- جمال الدين أبي الحجاج المزي (654 هـ - 739 هـ).
- القاسم البرزالي المزداد (665 هـ/ 1267م - 739 هـ /1339م).

وقد جمع بين هؤلاء الأعلام طلب الحديث، وميلهم إلى آراء الحنابلة، ودفاعهم عن مذهبهم. ويذكر الإمام الذهبي أن البرزالي هو الذي حبب إليه طلب الحديث.

## نشاطه العلمي
بعد أن أنهى الإمام الذهبي رحلاته في طلب العلم والأخذ عن ما يزيد عن الألف من العلماء، اتجه إلى التدريس وعقد حلقات العلم لتلاميذه، وانغمس في التأليف والتصنيف، وبدأت حياته العلمية في قرية «كفر بطنا» بغوطة دمشق حيث تولى الخطابة في مسجدها سنة 703 هـ / 1303م وظل مقيمًا بها إلى سنة 718 هـ/1318م. وفي هذه القرية ألف الإمام الذهبي خيرة كتبه. وتعد الفترة التي قضاها بها هي أخصب فترات حياته إنتاجًا، ثم تولى مشيخة دار الحديث بتربة أم صالح، وكانت هذه الدار من كبريات دور الحديث بدمشق، تولاها سنة 718 هـ/1318م بعد وفاة شيخها كمال الدين بن الشريشي، واتخذها سكنًا له حتى وفاته، ثم أضيفت إليه مشيخة دار الحديث الظاهرية سنة 729 هـ /1228م، ومشيخة المدرسة النفيسية سنة 739 هـ /1338م، بعد وفاة البرزالي، ومشيخة دار الحديث والقرآن التنكزية في السنة نفسها.
أتاحت له هذه المدارس أن يدرس عليه عدد كبير من طلبة العلم، ووفد عليه لتلقي العلم كثيرون من أنحاء العالم الإسلامي بعد أن اتسعت شهرته وانتشرت مؤلفاته، ورسخت مكانته لمعرفته الواسعة بالحديث وعلومه والتاريخ وفنونه، فكان مدرسة قائمة بذاتها، تخرج فيها كبار الحفاظ والمحدثين. وتزخر كتب القرن الثامن الهجري بمئات من تلاميذ الذهبي النجباء، وحسبه أن يكون من بينهم: الحافظ ابن كثير وعبد الوهّاب السبكي صاحب طبقات الشافعية الكبرى، وصلاح الدين الصفدي، وابن رجب الحنبلي وغيرهم.

## مؤلفاته
ترك الإمام الذهبي إنتاجًا غزيرًا من المؤلفات بلغ أكثر من مائتي كتاب، شملت كثيرًا من ميادين الثقافة الإسلامية، فتناولت القراءات والحديث ومصطلحه، والفقه وأصوله والعقائد والرقائق، غير أن معظم مؤلفاته في علوم التاريخ وفروعه، ما بين مطول ومختصَر ومعاجم وسير.
وثلث هذا العدد مختصرات كتبها الإمام الذهبي لأمهات الكتب التاريخية المؤلفة قبله، فاختصر تاريخ بغداد للخطيب البغدادي، وتاريخ دمشق لابن عساكر، وتاريخ نيسابور لأبي عبد الله الحاكم النيسابوري، وتاريخ مصر لابن يونس، وكتاب الروضتين في أخبار الدولتين لأبي شامة، والتكملة لوفيات النقلة للمنذري، وأسد الغابة لابن الأثير. وقد حصر شاكر مصطفى الكتب التي اختصرها الذهبي في 367 عملا.
وإلى جانب هذه المختصرات لهُ كتب في التاريخ والتراجم وإليك بعضها مرتبة على تاريخ تأليفها:
1. تاريخ الإسلام، فرغ من إخراجه الأول سنة 714 هـ وبيض المئة الثانية منه أو قسماً منها سنة 726 هـ.
2. العبر في خبر من عبر، فرغ منه سنة 715 هـ.
3. معرفة القراء الكبار على الطبقات والأعصار، ألفه بين سنة 716- 718 هـ.
4. تذهيب تهذيب الكمال، فرغ منه سنة 719 هـ.
5. أسماء من عاش ثمانين سنة بعد شيخه أو بعد تاريخ سماعه، فرغ نحو سنة 719 أو 720 هـ.
6. الكاشف في معرفة من له رواية في الكتب الستة، فرغ منه سنة 720 هـ.
7. المغني في الضعفاء، فرغ منه سنة 720 هـ.
8. ميزان الاعتدال في نقد الرجال، فرغ منه سنة 724 هـ.
9. الرواة الثقات المتكلم فيهم بما لا يوجب ردهم، فرغ منه بعد سنة 724 هـ.
10. معجم الشيوخ (المعجم الكبير)، فرغ منه سنة 727 هـ.
11. أهل المئة فصاعداً، فرغ منه سنة 728 هـ.
12. المعجم المختص بالمحدثين، فرغ منه سنة 731 هـ.
13. تذكرة الحفاظ، ألفه بين سنة 731- 732 هـ.
14. سير أعلام النبلاء، فرغ منه سنة 739 هـ.

وله أيضاً:
1. المعين في طبقات المحدثين.[9]
2. ديوان الضعفاء والمتروكين.[10]
3. المشتبه في أسماء الرجال.
4. الإشارة إلى وَفَيات الأعيان، تحقيق إبراهيم صالح، دار ابن الأثير بيروت، 1991.
5. دول الإسلام.
6. رسالة طرق حديث «من كنت مولاه فعلي مولاه».[11]
7. الطب النبوي.

### أشهر مؤلفاته
أشهر كتبه كتابان هما:

#### أولهما:تاريخ الإسلام ووفيات المشاهير والأعلام
وهو أكبر كتب الإمام الذهبي وأشهرها، تناول فيهِ تاريخ الإسلام من الهجرة النبوية حتى سنة 700 هـ/ 1300م، وهي فترة مدتها سبعة قرون، رغم تناول البعض التاريخ البشري كاملا كالحافظ ابن كثير في كتابهِ البداية والنهاية، والنويري في كتابهِ نهاية الأرب في فنون الأدب ولكن اتساع النطاق المكاني الذي شمل العالم الإسلامي بأسرهِ ميزه بالإضافة إلى أسبقيته على تلامذته كابن كثير. وتضمن هذا العمل الفذ الحوادث الرئيسية التي مرت بالعالم الإسلامي، وتعاقب الدول والممالك، مع تراجم للمشهورين في كل ناحية من نواحي الحياة دون اقتصار على فئة دون أخرى، ويبلغ عدد من ترجم لهم في هذا الكتاب الضخم أربعين ألف شخصية، وهو ما لم يتحقق في أي كتاب غيره.
وأبدع الإمام الذهبي في انتهاج الأسلوب الخبري وهو ليس من الأساليب المتبعة سابقا حيث قال في مقدمة كتابهِ:
| شمس الدين الذهبي | أما بعد فهذا كتاب نافع إن شاء الله، ونعوذ بالله من علم لا ينفع ومن دعاء لا يسمع، جمعته وتعبت عليه واستخرجته من عدّة تصانيف، يعرف به الإنسان مهمّ ما مضى من التاريخ، من أوّل تاريخ الإسلام إلى عصرنا هذا من وفيات الكبار من الخلفاء والقراء والزهاد والفقهاء والمحدّثين والعلماء والسّلاطين والوزراء والنّحاة والشّعراء، ومعرفة طبقاتهم وأوقاتهم وشيوخهم وبعض أخبارهم بأخصر عبارة وألخص لفظ، وما تمّ من الفتوحات المشهورة والملاحم المذكورة والعجائب المسطورة، من غير تطويل ولا استيعاب، ولكن أذكر المشهورين ومن يشبههم، وأترك المجهولين ومن يشبههم، وأشير إلى الوقائع الكبار، إذ لو استوعبت التراجم والوقائع لبلغ الكتاب مائة مجلّدة بل أكثر، لأنّ فيه مائة نفس يمكنني أن أذكر أحوالهم في خمسين مجلّداً. | شمس الدين الذهبي |

وقد أرجع الإمام الذهبي الفضل إلى أصحابه فذكر المراجع التي رجع إليها ونهل منها حيث قال في مقدمة الكتاب:
| شمس الدين الذهبي | وقد طالعت على هذا التأليف من الكتب مصنّفات كثيرةً، ومادّته من: دلائل النبوة للبيهقي، وسيرة النّبيّ صلى الله عليه وسلم لابن إسحاق، ومغازيه لابن عائذ الكاتب، والطبقات الكبرى لمحمد بن سعد كاتب الواقدي، وتاريخ أبي عبد الله البخاري، وبعض تاريخ أبي بكر أحمد بن أبي خيثمة، وتاريخ يعقوب الفسوي، وتاريخ محمد بن المثنى العنزي وهو صغير، وتاريخ أبي حفص الفلاس، وتاريخ أبي بكر بن أبي شيبة، وتاريخ الواقدي، وتاريخ الهيثم بن عدي، وتاريخ خليفة بن خياط، والطبقات له، وتاريخ أبي زرعة الدمشقي، والفتوح لسيف بن عمر، وكتاب النسب للزّبير بن بكّار، والمسند للإمام أحمد، وتاريخ المفضل بن غسان الغلابي، والجرح والتعديل عن يحيى بن معين، والجرح والتعديل لعبد الرحمن بن أبي حاتم. ومن عليه رمز فهو في الكتب الستة أو بعضها، لأنّني طالعت مسودّة تهذيب الكمال لشيخنا الحافظ أبي الحجّاج يوسف المزي, وقد طالعت أيضاً عليه من التواريخ التي اختصرتها: تاريخ أبي عبد الله الحاكم، وتاريخ أبي سعيد بن يونس، وتاريخ أبي بكر الخطيب، وتاريخ دمشق لأبي القاسم الحافظ، وتاريخ أبي سعد بن السمعاني، والأنساب له، وتاريخ القاضي شمس الدين بن خلكان، وتاريخ العلاّمة شهاب الدين أبي شامة، وتاريخ الشيخ قطب الدين بن اليونيني، وتاريخه ذيل على تاريخ مرآة الزمان للواعظ شمس الدين يوسف سبط ابن الجوزي وهما على الحوادث والسّنين. وطالعت أيضاً كثيراً من: تاريخ الطبري، وتاريخ ابن الأثير، وتاريخ ابن الفرضي، وصلته لابن بشكوال، وتكملتها لابن الأبار، والكامل لابن عدي، وكتباً كثيرة وأجزاء عديدة، وكثيراً من: مرآة الزمان. | شمس الدين الذهبي |

ويتميز الكتاب باحتوائه مادة واسعة في التاريخ السياسي والإداري والأحوال الاقتصادية للدولة الإسلامية، انتقاها من مصادر كثيرة ضاع معظمها فلم تصل إلى أيدينا.
ويصور الكتاب الحياة الفكرية في العالم الإسلامي وتطورها على مدى سبعة قرون، ويبرز المراكز الإسلامية ودورها في إشعاع الفكر ومساعدة الناس، وذلك من خلال حركة العلماء وانتقالهم بين حواضر العلم المعروفة وغير المعروفة، واتساع الحركة في وقت دون آخر؛ الأمر الذي يظهر مدى ازدهار المراكز الثقافية أو خمول نشاطها.
ويبين الكتاب من خلال ترجمته لآلاف العلماء وعلى مدى القرون الطويلة التي تعرض لها اتجاهات الثقافة الإسلامية وعناية العلماء بعلوم معينة، ويكشف عن طرائقهم في التدريس والإملاء والمناظرة، ودور المدارس في نشر العلم والمذاهب الفقهية في أنحاء العالم الإسلامي. وأسلوب الإمام الذهبي في تأليف هذا الكتاب تبعه فيه الكثيرون ولعل من المتأخرين منهم الجبرتي في كتابهِ عجائب الآثار في التراجم والأخبار، حيث وضح تأثره بالأسلوب الخبري في الرواية.

#### ثانيهما:سير أعلام النبلاء
وهذا الكتاب هو ثاني أضخم أعمال الإمام الذهبي بعد كتابه تاريخ الإسلام وهو كتاب عام للتراجم (وهي الكتب التي تهتم بذكر الأشخاص فقط وتاريخهم) التي سبقت عصره، وقد رتب تراجم على أساس الطبقات التي تعني فترة زمنية محددة، وقد جعلها عشر سنوات في كتابه تاريخ الإسلام فيذكر الحوادث سنة بعد سنة، ثم يذكر في نهاية الطبقة تراجم الوفيات من الأعلام مع الالتزام بترتيبها على حروف المعجم. في حين جعل الطبقة في سير أعلام النبلاء عشرين سنة، ومن ثم اشتمل الكتاب على خمس وثلاثين طبقة.
ولم يقتصر الإمام الذهبي في كتابه على نوع معين من الأعلام، بل شملت تراجم فئات كثيرة، من الخلفاء والملوك والسلاطين والأمراء والقادة والقضاة والفقهاء والمحدثين، واللغويين والنحاة، والأدباء والشعراء، والفلاسفة. غير أن عنايته بالمحدثين كانت أكثر، ولذا جاءت معظم تراجم من أهل العناية بالحديث النبوي دراية ورواية. كما اتسع كتابه ليشمل تراجم الأعلام من مختلف العالم الإسلامي، دون أن تكون له عناية بمنطقة دون أخرى، أو عصر دون آخر.
وقد عني الإمام الذهبي في كتبه بجرح وتعديل الرجال، طبقا لمنهج هذا العلم لتبيان أحوال رجال الحديث لمعرفة صحيح الحديث من سقيمه. وقد بلغ الذهبي مكانة مرموقة في هذا الفن، ويشهد على ذلك كتابه النفيس: ميزان الاعتدال. وهذا الأسلوب استعمله الإمام الذهبي في تراجم، حتى وإن كان أصحابها من غير أهل الحديث أو ممن لا علاقة لهم بالرواية، وهو من الأساليب التي تفرد بها الإمام الذهبي في تناول التراجم وهو ما أظهر تأثراً شديداً بيحيى بن معين وعلي بن المديني إمامي الجرح والتعديل.
وامتلأ كتابه السير بكل أنواع النقد، فلم يقتصر على مجال واحد من مجالاته، فعني بنقد المترجمين، وبيان أحوالهم، وانتقاد الموارد التي نقل منها، ونبه إلى أوهام مؤلفها.
وقد غالى الإمام الذهبي في نقد بعض الرجال، وهو ما كان سببا لانتقادات بعض معاصريه له، مثل تلميذه عبد الوهاب السبكي.
ويجب الانتباه إلى أن كتاب سير أعلام النبلاء ليس مختصرًا لتاريخ الإسلام، وإن كانت كل التراجم الموجودة في السير سبق أن تناولها الإمام الذهبي في تاريخ الإسلام تقريبًا، فثمة فروق يلحظها المطالع للكتابين، فتراجم الصدر الأول في السير أغزر مادة من مثيلاتها في تاريخ الإسلام، كما أنه ضمّن السير مجموعة من الكتب التي أفردها لترجمة البارزين من أعلام الإسلام، مثل أبي حنيفة وأبي يوسف، وسعيد بن المسيب وابن حزم، وهذه المادة لا نظير لها في كتابه تاريخ الإسلام. ويبدأ الكتاب بسيرة للنبي محمد ثم الخلفاء الراشدين ثم تتمة العشرة المبشرين بالجنة وأعيان الصحابة فمن بعدهم وتنتهي بقليج قان ابن الملك المعز أيبك.

## وفاته
تبوأ الإمام الذهبي مكانة مرموقة في عصره تجد صداها فيما ترك من مؤلفات عظيمة وفي شهادة معاصريه له. ولعل من أبلغ تلك الشهادات ما قاله تلميذه تاج الدين السبكي: «محدث العصر، اشتمل عصرنا على أربعة من الحفاظ، بينهم عموم وخصوص: المزي والبرزالي والذهبي والشيخ الوالد، لا خامس لهؤلاء في عصرهم. وأما أستاذنا أبو عبد الله فبصر لا نظير له، وكنز هو الملجأ إذا نزلت المعضلة، إمام الوجود حفظًا، وذهب العصر معنى ولفظًا، وشيخ الجرح والتعديل...»، وهذا الكلام ليس فيه مبالغة من تاج الدين السبكي، خاصة أنه كان من أكثر الناس انتقادًا لشيخه.
وظل الإمام الذهبي موفور النشاط يقوم بالتدريس في خمس مدارس للحديث في دمشق، ويواصل التأليف حتى كلّ بصره في أخر حياته، حتى فقد الإبصار تماماً، ومكث على هذا الحال حتى تُوفي ليلة الاثنين 3 ذو القعدة 748 هـ الموافق لـ 4 فبراير 1348م.
ذكر له ابن شاكر الكتبي ترجمة حسنة في كتابه فوات الوفيات.

## خطه
من المخطوطات المعتمدة في طبعة دار الرسالة العالمية في دمشق من كتابه ميزان الاعتدال مخطوطة كتبت بخط المصنف نفسه وهي محفوظة في مكتبة الزاوية الناصرية في تمكروت التابعة لمخطوطات الأوقاف المغربية.

## أشعاره
ومن شعره:
وله: